# Pérfida Albião
Pérfida Albião ou Pérfida Albion é uma expressão utilizada para referir-se ao Reino Unido, ou somente à Inglaterra, em termos hostis e anglófobos. Albião é a designação da Grã-Bretanha em grego antigo.
O termo foi cunhado pelo poeta e diplomata francês, de origem espanhola, Augustin Louis Marie de Ximénèz (1726-1817) no seu poema L'ere des Français (publicado em 1793), no qual exortava o ataque à pérfida Albião nas suas próprias águas.
Em Portugal, o termo foi largamente usado depois do Ultimato britânico de 1890 e por Cecil Rhodes se opor ao Mapa Cor-de-Rosa, numa acção considerada pelos historiadores e políticos da época como a mais escandalosa e infame da Grã-Bretanha contra o seu antigo aliado.